# Isolona thonneri
Isolona thonneri (De Wild. & T.Durand) Engl. & Diels – gatunek rośliny z rodziny flaszowcowatych (Annonaceae Juss.). Występuje naturalnie w południowej Nigerii, w Kamerunie, Gwinei Równikowej, Gabonie oraz Demokratycznej Republice Konga. Nazwa gatunkowa upamiętnia austriackiego botanika i eksploratora Franza Thonnera, który zebrał okazy typowe podczas wyprawy do Konga w 1896. 

## Morfologia
PokrójZimozielone drzewo, według protologu o wysokości około 10 metrów.
LiścieMają podłużnie eliptyczny kształt. Mierzą 8–25 cm długości oraz 2,5–8,5 cm szerokości. Nasada liścia jest od klinowej do rozwartej. Blaszka liściowa jest o spiczastym wierzchołku.
KwiatySą pojedyncze, rozwijają się w kątach pędów. Działki kielicha trzy. Płatki (w liczbie sześciu) mają lancetowaty kształt, są zielone, później przebarwiając się na żółto, osiągają do 3–5 mm długości.

## Biologia i ekologia
Rośnie w lasach.